# Pillersee
Pillersee je horské jezero v Severních vápencových Alpách v rakouské spolkové zemi Tyrolsko v okrese Kitzbühel.

## Geografie
Přibližně 24hektarové jezero Pillersee se nachází ve stejnojmenném údolí Pillerseetal u obce St. Ulrich am Pillersee v nadmořské výšce 835 m. A. Do jezera vtéká několik potoků, které pramení v sousedním pohoří Loferer Steinberge a v Kitzbühelských Alpách. Z jezera vytéká řeka Loferbach, která se do jezera rovněž vlévá, prochází soutěskou Öfenschlucht a v Loferu se vlévá do řeky Saalach. Maximální hloubka jezera je sedm metrů.
Za svůj vznik vděčí Pillersee sesuvu půdy před zhruba 15 000 lety, který přerušil odtok z rokle Öfenschlucht a vytvořil tak jezero Pillersee. Stejně jako mnoho horských jezer v Severních vápencových Alpách má Pillersee tendenci se zanášet v důsledku pravidelného přílivu naplavenin. Jezero má délku 1,6 km a maximální šířku kolem 300 m (k roku 2024).
Při jeho severním konci se nachází kostel svatého Adolfa.

## Název a historie
První písemná zmínka pochází z roku 1151, kde je jezero uváděno jako Bileresse, v listině potvrzující vlastnictví od papeže Evžena III. pro klášter Rott, který zde byl obdarován.
Název je pravděpodobně odvozen od starohornoněmeckého osobního jména Biler a dvojité -s- v prvním písemném dokladu je třeba vykládat jako genitiv -s (Bilers See). Alternativní výklad odvozuje název od Pillern. Pillern je místní nářeční výraz, který popisuje jev, k němuž obvykle dochází na jaře nebo při bouřkách, kdy jezero začne zvláštním způsobem hučet (pilernovat).

## Využití
Jezero je známé vhodnými podmínkami ke koupání a mezi rybáři díky hojnému výskytu pstruhů. Teplota vody však málokdy stoupá nad 20 °C, a to i v létě. Vede tudy okružní turistická a cyklo stezka.